# Dwaj z Teksasu
Dwaj z Teksasu – amerykański western z 1955 roku w reżyserii Raoula Walsha.

## Treść
Stany Zjednoczone, II połowa XIX wieku. Dwaj bracia Ben (Clark Gable) i Clint (Cameron Mitchell) wyruszają z Texasu do Montany. W czasie podróży ratują Nellę Turner (Jane Russell), która do nich dołącza. Między Benem a Nellą rodzi się uczucie, ale mężczyzna będzie musiał rywalizować o swoją wybrankę z wpływowym Nathanem Starkiem (Robert Ryan).

## Obsada
- Clark Gable - pułkownik Ben Allison
- Jane Russell - Nella Turner
- Robert Ryan - Nathan Stark
- Cameron Mitchell - Clint Allison
- Juan García - Luis
- Harry Shannon - Sam
- Emile Meyer - Chickasaw Charlie
- Steve Darrell - pułkownik Norris